# Hammaptera coras
Hammaptera coras är en fjärilsart som beskrevs av Druce 1893. Hammaptera coras ingår i släktet Hammaptera och familjen mätare. Inga underarter finns listade i Catalogue of Life.